# Système d'informations sonores et visuelles embarqué

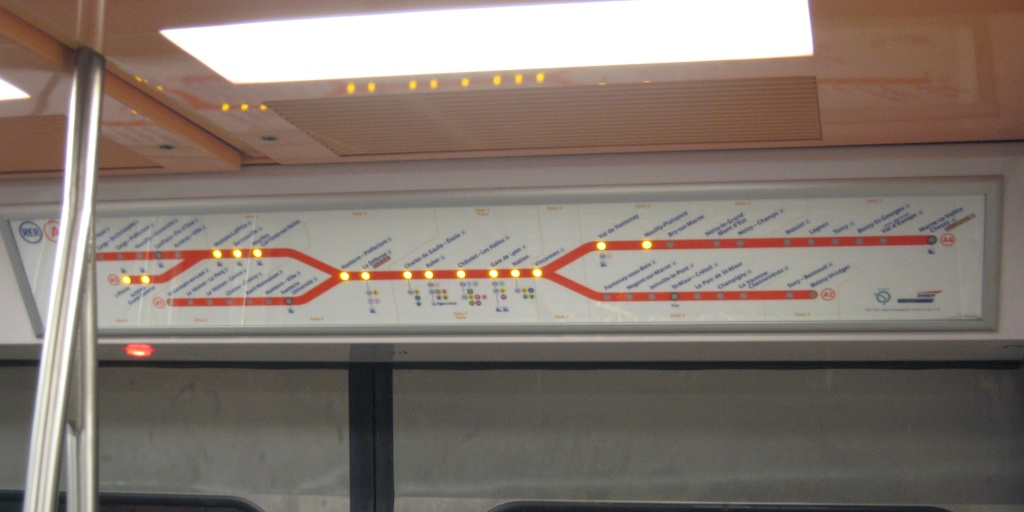
Le SISVE à bord d'un MI 2N.

Le système d'informations sonores et visuelles embarqué (SISVE) est un dispositif qui, à l'intérieur des trains circulant sur les lignes RER gérées par la RATP, fournit aux voyageurs des informations sous la forme d'un plan lumineux de la ligne, affichant les stations suivantes (en tenant compte des éventuelles branches) avec des diodes électroluminescentes (LED) allumées (et accessoirement la prochaine station en clignotement). Le nom de la gare est diffusé deux fois par les haut-parleurs, et aux embranchements la direction est également précisée.

## Déploiement
Le système est déployé sur certains trains circulant sur les deux lignes de RER gérées par la RATP, les lignes A et B.

### Ligne A du RER

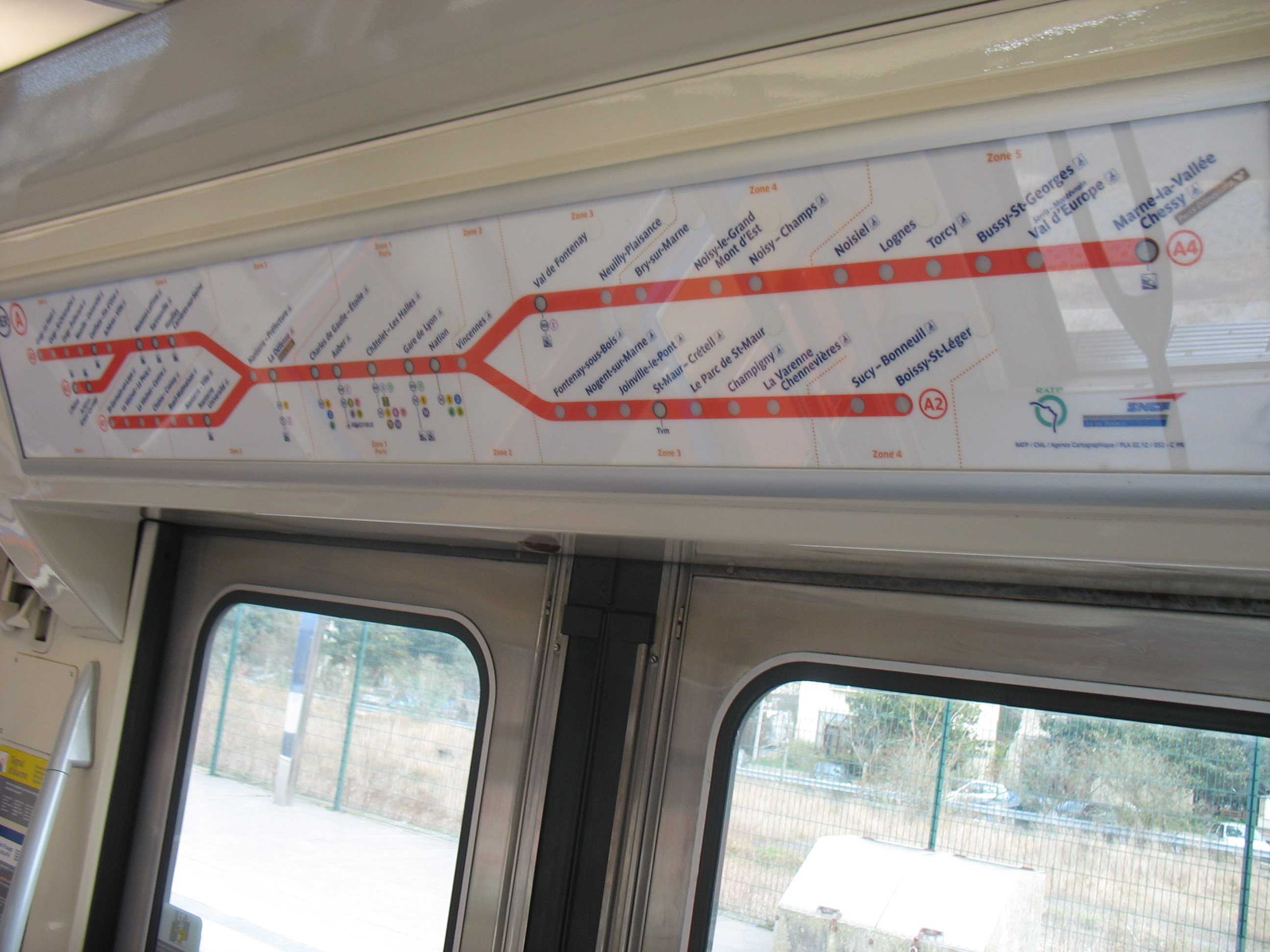
Le SISVE à bord d'un MS 61 rénové

Les trains de la ligne A équipés de SISVE sont :
Matériels actuels
- les MI 2N Altéo,
- les MI 09,

Anciens matériels
- les MS 61 rénovés.

Pour les trains en direction de Marne-la-Vallée - Chessy et de Boissy-Saint-Léger, les informations diffusées sont traduites en anglais et en allemand, en raison de nombreux touristes se dirigeant vers Disneyland Paris.

#### Exemples d'annonces dans les trains
(juin 2015).
Exemple n°1. Lorsqu'un train arrive à Nation et à Vincennes, qu'il est en direction de Marne-la-Vallée - Chessy et qu'il est omnibus, la voix diffuse : « Attention, ce train est en direction de Marne-la-Vallée - Chessy - Parcs Disneyland ; il desservira toutes les gares. Merci. »,
« This train terminates at Marne-la-Vallée - Chessy - Parcs Disneyland » et
« Dieser Zug endet in Marne-la-Vallée - Chessy - Parcs Disneyland ».
Depuis le 8 décembre 2017, l'annonce est modifiée en français et en allemand et devient « Attention, ce train desservira toutes les gares en direction de Marne-la-Vallée - Chessy - Parcs Disneyland. Merci. » et
« Zug nach Marne-la-Vallée - Chessy - Parcs Disneyland ». L'annonce en anglais reste inchangée. 
Exemple n°2. Lorsqu'un train arrive à 2 gares non desservies et qu'il  est en direction de Cergy-le-Haut, sans desservir les gares de Houilles - Carrières-sur-Seine et Maisons-Laffitte, la voix diffuse : « Attention, ce train est en direction de Cergy-le-Haut ; il ne s'arrêtera pas en gare de Houilles - Carrières-sur-Seine, Maisons-Laffitte. Prochain arrêt : Sartrouville. Merci. »
Exemple n°3. Lorsqu'un train est à Rueil-Malmaison, qu'il ne s'arrête pas aux gares de Chatou - Croissy et du Vésinet-Centre et que son prochain arrêt est Le Vésinet - Le Pecq, la voix diffuse : « Attention, ce train est direct jusqu'au Vésinet - Le Pecq. Merci. »
Exemple n°4. Lorsqu'un train est à Achères-Ville, qu'il ne s'arrête pas en gare de Maisons-Laffitte et que son prochain arrêt est Sartrouville, la voix diffuse : « Attention, ce train ne s'arrêtera pas en gare de Maisons-Laffitte. Prochain arrêt : Sartrouville. Merci. ».
Exemple n°5. Lorsqu'un train approche de Châtelet - Les Halles, la voix va annoncer une première fois « Châtelet - Les Halles », puis quelques secondes plus tard, sur une intonation un peu différente à nouveau « Châtelet - Les Halles ».

### Ligne B du RER

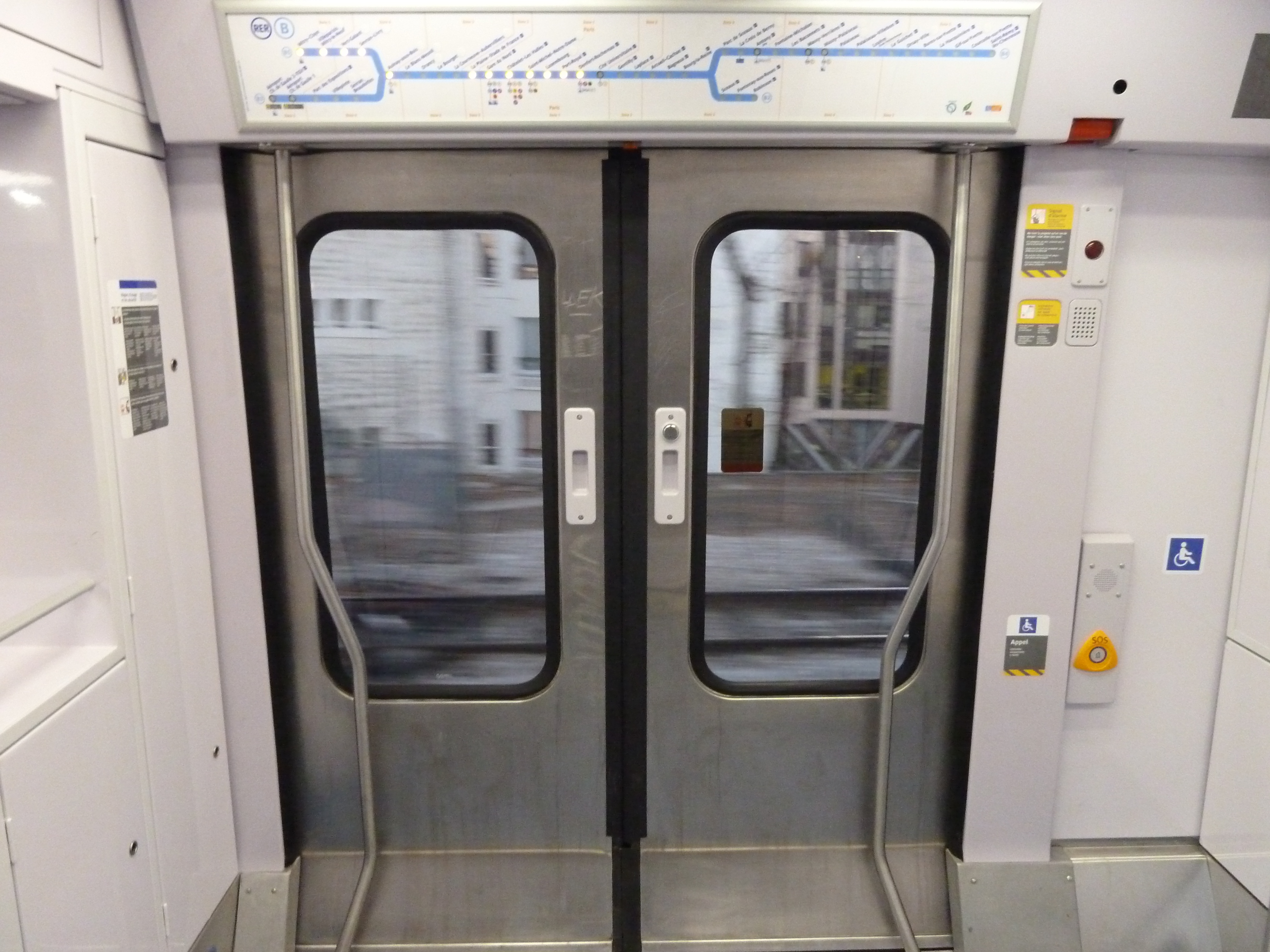
MI 79 rénové

Les trains de la ligne B équipés de SISVE sont :
- uniquement équipés de la partie sonore de SISVE pour la première rénovation ;
- équipés également du plan lumineux pour la deuxième.

#### Exemples d'annonces dans les trains
Exemple n°1. Lorsqu'un train arrive à Bourg-la-Reine, et qu'il est en direction de Saint-Rémy-lès-Chevreuse, desservant La Croix de Berny, Antony et toutes les gares de Massy - Palaiseau jusqu'à Saint-Rémy, la voix annonce : « Attention ce train est en direction de Saint-Rémy-lès-Chevreuse ; il s'arrêtera en gare de La Croix de Berny, Antony et dans toutes les gares de Massy - Palaiseau jusqu'à Saint-Rémy-lès-Chevreuse. Merci. »
Exemple n°2. Lorsqu'un train arrivant à la première gare citée dans le premier exemple, c'est-à-dire Bourg-la-Reine, est en direction de Saint-Rémy-lès-Chevreuse et qu'il est omnibus, la voix annonce : « Attention, ce train est en direction de Saint-Rémy-lès-Chevreuse ; il desservira toutes les gares. Merci. »
Exemple n°3. Lorsqu'un train arrive à l'aéroport Charles de Gaulle, la voix annonce : « Dans un instant, nous arriverons à l'aéroport Charles de Gaulle, merci de vous préparer à la descente » puis en anglais « We will soon be arriving at Charles de Gaulle airport » et enfin en espagnol « Estamos llegando a l'aeropuerto Charles de Gaulle ».
Exemple n°4. Lorsqu'un train partant de Aéroport Charles de Gaulle 2 TGV arrive à Aéroport Charles de Gaulle 1, la voix diffuse : « Aéroport Charles de Gaulle 1, terminaux 1 et 3 » puis quelques secondes plus tard : « Aéroport Charles de Gaulle 1, terminaux 1 et 3 » puis en anglais « Alight here for terminals 1 and 3 » puis en espagnol « Accesso a los terminales 1 y 3 ». Enfin une annonce précise « Merci de vérifier que vous n'oubliez rien à bord ; Please ensure you collect all of your belongings ; Por favor no olviden recoger todo su equipaje ».